# Lục Ngạn (huyện)
Lục Ngạn là một huyện miền núi thuộc tỉnh Bắc Giang, Việt Nam.

## Địa lý
Huyện Lục Ngạn nằm ở phía đông tỉnh Bắc Giang, cách thành phố Bắc Giang 40 km về phía đông, có vị trí địa lý:
- Phía đông giáp huyện Sơn Động
- Phía tây giáp thị xã Chũ và huyện Hữu Lũng, tỉnh Lạng Sơn
- Phía nam giáp huyện Lục Nam
- Phía bắc giáp huyện Chi Lăng và huyện Lộc Bình, tỉnh Lạng Sơn.

### Khí hậu
Nhiệt độ trung bình là 23,5 °C, ít chịu ảnh hưởng của bão. Có nguồn nước dồi dào từ sông Lục Nam, hồ Cấm Sơn,...

## Hành chính
Huyện Lục Ngạn có 19 đơn vị hành chính cấp xã trực thuộc, bao gồm 2 thị trấn: Phì Điền (huyện lỵ), Biển Động và 17 xã: Biên Sơn, Cấm Sơn, Đèo Gia, Đồng Cốc, Giáp Sơn, Hộ Đáp, Kim Sơn, Phong Minh, Phong Vân, Phú Nhuận, Sa Lý, Sơn Hải, Tân Hoa, Tân Lập, Tân Mộc, Tân Quang, Tân Sơn.
Phần thuộc tỉnh Bắc Giang của Trường bắn Quốc gia khu vực 1 (trước đây là Trung tâm huấn luyện Cấm Sơn) nằm trên địa bàn huyện và không thuộc địa giới hành chính xã nào.

## Lịch sử
Thời Lý – Trần, huyện có tên là Na Ngạn, gồm địa bàn 2 huyện Lục Ngạn và Lục Nam ngày nay.
Thời kỳ thuộc Minh chia làm 2 huyện Lục Nam và Na Ngạn thuộc châu Lạng Giang, phủ Lạng Thương.
Đến thời Lê đổi thành Lục Ngạn thuộc phủ Lạng Giang.
Thời kỳ Pháp thuộc (1889), thực dân Pháp tách tả ngạn sông Thương thành 3 huyện: Hữu Lũng, Lục Ngạn, Bảo Lộc.
Tháng 9 năm 1891, thực dân Pháp đổi thành Đạo quan binh 1 – Phả Lại.
Tháng 10 năm 1895, Toàn quyền Đông Dương thành lập lại huyện Lục Ngạn.
Sau Cách mạng tháng Tám năm 1945, bỏ cấp phủ, châu, quận, gọi chung là huyện.
Ngày 21 tháng 1 năm 1957, Thủ trưởng Chính phủ ban hành Nghị định số 24-TTg về việc điều chỉnh địa giới hành chính hai huyện Lục Ngạn và Sơn Động để thành lập huyện Lục Nam.
Sau khi điều chỉnh, huyện Lục Ngạn bao gồm 23 xã: Biển Động, Biên Sơn, Cấm Sơn, Đồng Cốc, Giáp Sơn, Hồng Giang, Kiên Lao, Kim Sơn, Ninh Hộ, Phong Minh, Phong Vân, Phú Nhuận, Phú Thịnh, Phượng Sơn, Tân Hoa, Tân Lập, Tân Mộc, Thanh Sơn, Thống Nhất, Toàn Thắng, Trù Hựu A, Trù Hựu B và Tự Do.
Ngày 20 tháng 7 năm 1957, Bộ Nội vụ ban hành Nghị định số 483-NV/ND/TT về việc thành lập thị trấn Chũ – thị trấn huyện lỵ huyện Lục Ngạn trên cơ sở tách phố Chũ thuộc xã Trù Hựu.
Ngày 14 tháng 6 năm 1958, Bộ trưởng Bộ Nội vụ ban hành Nghị định số 202-NV về việc:
- Đổi tên xã Trù Hựu A thành xã Trù Hựu.
- Đổi tên xã Trù Hựu B thành xã Nam Dương.

Ngày 10 tháng 7 năm 1958, Bộ Nội vụ ban hành Nghị định số 225-NV về việc:
- Chia xã Cấm Sơn thành xã Cấm Sơn và xã Tân Sơn.
- Chia xã Đồng Cốc thành xã Đồng Cốc và xã Tân Quang.
- Chia xã Ninh Hộ thành xã Ninh Sơn và xã Hộ Đáp.
- Chia xã Kiên Lao thành xã Kiên Lao và xã Kiên Thành.

Ngày 28 tháng 7 năm 1958, Bộ trưởng Bộ Nội vụ ban hành Nghị định số 241-NV về việc thành lập xã Trường Giang thuộc huyện Lục Nam trên cơ sở các thôn: Tong Lênh, An Phúc, Dông Chè của xã Mỹ An.
Xã Mỹ An còn lại các thôn: An Phu, Xuân An, Ngọc Nuông, Hoà Mục, Thôn Bắc, Trung Giang.
Ngày 27 tháng 10 năm 1962, Quốc hội ban hành Nghị quyết về việc thành tỉnh Hà Bắc trên cơ sở tỉnh Bắc Giang và tỉnh Bắc Ninh. Khi đó, huyện Lục Ngạn thuộc tỉnh Hà Bắc.
Ngày 14 tháng 3 năm 1963, Hội đồng Chính phủ ban hành Quyết định số 25-CP về việc chuyển xã Mỹ An thuộc huyện Lục Nam và xã Đèo Gia thuộc huyện Sơn Động về huyện Lục Ngạn quản lý.
Sau đó, một số xã lại được đổi tên: Ninh Sơn thành Sơn Hải, Phú Thịnh thành Phì Điền, Thanh Sơn thành Thanh Hải, Thống Nhất thành Quý Sơn, Toàn Thắng thành Nghĩa Hồ, Trù Hựu A thành Trù Hựu, Trù Hựu B thành Nam Dương và Tự Do thành Sa Lý.
Huyện Lục Ngạn có 1 thị trấn Chũ (huyện lỵ) và 29 xã: Biển Động, Biên Sơn, Cấm Sơn, Đèo Gia, Đồng Cốc, Giáp Sơn, Hộ Đáp, Hồng Giang, Kiên Lao, Kiên Thành, Kim Sơn, Mỹ An, Nam Dương, Nghĩa Hồ, Phì Điền, Phong Minh, Phong Vân, Phú Nhuận, Phượng Sơn, Quý Sơn, Sa Lý, Sơn Hải, Tân Hoa, Tân Lập, Tân Mộc, Tân Quang, Tân Sơn, Thanh Hải, Trù Hựu.
Ngày 10 tháng 6 năm 1964, Bộ trưởng Bộ Nội vụ Quyết định số 187-NV về việc:
- Sáp nhập 3 xóm: Thượng, Chính, Ngọt thuộc xã Giáp Sơn vào xã Hồng Giang.
- Sáp nhập 5 xóm: Hạ Long, Lim, Vành Dây, Trại Mới, Núi Lều thuộc xã Hồng Giang vào xã Giáp Sơn.

Ngày 30 tháng 1 năm 1985, Hội đồng Bộ trưởng ban hành Quyết định số 21-HĐBT về việc:
- Sáp nhập xóm Đồng Láy của xã Kim Sơn mới giải thể vào xã Biển Động.
- Sáp nhập phần còn lại của xã Kim Sơn mới giải thể vào Trường bắn TB1.

Ngày 19 tháng 10 năm 1993, Chính phủ ban hành Nghị định số 71-CP về việc thành lập xã Kim Sơn trên cơ sở xóm Đồng Láy của xã Biển Động và phần diện tích do Trường bắn TB1 bàn giao lại.
Xã Kim Sơn có 1.237 ha diện tích tự nhiên với 740 nhân khẩu, bao gồm các xóm: Tân Lập, Mằn, Đồng Láy.
Ngày 7 tháng 10 năm 1995, Chính phủ ban hành Quyết định số 58-CP về việc mở rộng thị trấn Chũ trên cơ sở sáp nhập 184 ha và 844 người thuộc xã Trù Hựu (gồm làng Chũ, làng Nhật Đức và các hộ dân cư thuộc xã Trù Hựu đang sống xen cư trên địa bàn thị trấn Chũ).
Ngày 6 tháng 11 năm 1996, Quốc hội ban hành Nghị quyết về việc chia tỉnh Hà Bắc thành tỉnh Bắc Giang và tỉnh Bắc Ninh. Khi đó, huyện Lục Ngạn thuộc tỉnh Bắc Giang.
Ngày 5 tháng 6 năm 2013, Bộ Xây dựng ban hành Quyết định 567/QĐ-BXD về việc công nhận thị trấn Chũ mở rộng là đô thị loại IV.
Ngày 21 tháng 11 năm 2019, Ủy ban Thường vụ Quốc hội ban hành Nghị quyết số 813/NQ-UBTVQH14 (nghị quyết có hiệu lực từ ngày 1 tháng 1 năm 2020) về việc sáp nhập xã Nghĩa Hồ vào thị trấn Chũ.
Huyện Lục Ngạn có 1 thị trấn và 28 xã.
Ngày 30 tháng 7 năm 2024, Bộ Xây dựng ban hành:
- Quyết định số 726/QĐ-BXD[25] về việc công nhận đô thị Chũ, tỉnh Bắc Giang đạt tiêu chí đô thị loại IV (đô thị Chũ có diện tích 251,55 km², khu vực nội thị có 5 đơn vị hành chính cấp xã gồm: Thị trấn Chũ và các xã: Hồng Giang, Trù Hựu, Phượng Sơn, Thanh Hải (không bao gồm thôn Khuân Rẽo); khu vực ngoại thị gồm các xã: Quý Sơn, Nam Dương, Mỹ An, Kiên Lao và Kiên Thành).[26]
- Quyết định số 727/QĐ-BXD[27] về việc công nhận khu vực các xã của huyện Lục Ngạn dự kiến thành lập phường thuộc thị xã Chũ (dự kiến thành lập) đạt tiêu chuẩn trình độ phát triển cơ sở hạ tầng đô thị áp dụng đối với phường của đô thị loại IV, bao gồm khu vực thị trấn Chũ và khu vực các xã: Hồng Giang, Trù Hựu, Phượng Sơn, Thanh Hải (không bao gồm thôn Khuân Rẽo).

Ngày 28 tháng 9 năm 2024, Ủy ban Thường vụ Quốc hội ban hành Nghị quyết số 1191/NQ-UBTVQH15 về việc sắp xếp đơn vị hành chính cấp huyện, xã giai đoạn 2023 – 2025 của tỉnh Bắc Giang (nghị quyết có hiệu lực từ ngày 1 tháng 1 năm 2025). Theo đó:
- Điều chỉnh diện tích tự nhiên 75,93 km² của Trường bắn Quốc gia khu vực 1 thuộc địa giới hành chính huyện Sơn Động về huyện Lục Ngạn quản lý.
- Sau khi điều chỉnh, huyện Lục Ngạn có diện tích tự nhiên 1.108,44 km² và quy mô dân số 254.506 người, có 29 đơn vị hành chính cấp xã.
- Điều chỉnh diện tích tự nhiên 11,98 km² và quy mô dân số 520 người của thôn Khuân Rẽo thuộc xã Thanh Hải về xã Biên Sơn, huyện Lục Ngạn.
- Thành lập thị xã Chũ thuộc tỉnh Bắc Giang trên cơ sở diện tích tự nhiên 251,55 km², quy mô dân số 127.881 người; 10 đơn vị hành chính cấp xã của huyện Lục Ngạn gồm: thị trấn Chũ và 9 xã: Hồng Giang, Thanh Hải (sau điều chỉnh địa giới hành chính), Kiên Thành, Kiên Lao, Trù Hựu, Quý Sơn, Phượng Sơn, Mỹ An, Nam Dương.
- Thành lập thị trấn Phì Điền – thị trấn huyện lỵ của huyện Lục Ngạn trên cơ sở toàn bộ xã Phì Điền.
- Thành lập thị trấn Biển Động trên cơ sở toàn bộ xã Biển Động.
- Sau khi điều chỉnh địa giới hành chính, huyện Lục Ngạn có diện tích tự nhiên 856,89 km² và quy mô dân số 126.625 người, gồm 19 đơn vị hành chính cấp xã gồm: 2 thị trấn: Phì Điền (huyện lỵ), Biển Động và 17 xã: Tân Mộc, Tân Lập, Đèo Gia, Phú Nhuận, Đồng Cốc, Tân Quang, Giáp Sơn, Tân Hoa, Kim Sơn, Sa Lý, Phong Minh, Phong Vân, Tân Sơn, Cấm Sơn, Sơn Hải, Hộ Đáp, Biên Sơn.

Huyện Lục Ngạn có 2 thị trấn và 17 xã như hiện nay.

## Kinh tế
Nền kinh tế của huyện tập trung vào ngành nông nghiệp với thế mạnh là trồng trọt cây ăn quả, điển hình là: vải thiều, nhãn, hồng, na,... Có nhà máy chế biến hoa quả trên địa bàn đã xuất khẩu rau quả tươi và đóng hộp sang các nước.
Huyện cũng có tiềm năng du lịch sinh thái: miệt vườn, khu sinh thái hồ Cấm Sơn.

### Làng nghề
Lục Ngạn là một huyện phía Đông của tỉnh Bắc Giang. Địa hình phần lớn là đồi thấp lô nhô và thoải rất thích hợp với trồng trọt nhiều loại cây ăn quả đặc biệt là cây vải. Hiện nay, Lục Ngạn là huyện có sản lượng vải thiều lớn nhất cả nước. Vào mùa vải trục đường quốc lộ 31 qua địa bàn huyện, tấp nập người đến thu mua từ nhiều tỉnh thành, người bán từng đoàn xe máy, xe cơ giới chở vải. Ngoài thế mạnh về cây vải thiều thì huyện cũng nhiều địa phương có nghề, một số sản phẩm của làng nghề nơi đây còn là đặc sản của huyện thậm chí còn nổi tiếng cả vùng và các tỉnh lân cận được nhiều người biết đến và thích thú:
- Xôi dẻo, xôi màu Phì Điền
- Trồng vải thiều rộng rãi ở nhiều xã.

## Dân số
Huyện Lục Ngạn có diện tích 1.012 km², dân số ngày 1/4/2019 là 226.540 người. Dân số thành thị là 8.113 người (3,58%), dân số nông thôn là 218.427 người (96,41%). Mật độ dân số đạt 223 người/km². Dân tộc như:
Kinh, Sán Dìu, Nùng, Cao Lan, Hoa, Tày,...
Huyện Lục Ngạn trước khi điều chỉnh địa giới hành chính có diện tích 1.032,51 km², dân số quy đổi tính ngày 31/12/2023 là 254.506 người. Trong đó, dân số thường trú là 253.760 người và tạm trú là 746 
người. Mật độ dân số đạt 246 người/km².
Huyện Lục Ngạn sau khi điều chỉnh địa giới hành chính có diện tích 856,89 km², dân số quy đổi tính ngày 31/12/2023 là 126.625 người, mật độ dân số đạt 147 người/km².